# John Herriott

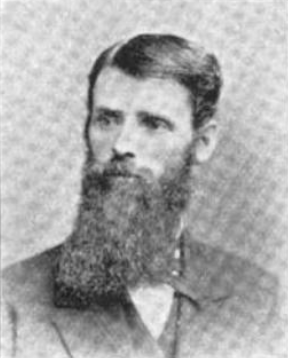
John Herriott

John Herriott ( Herriottsville Allegheny County, Pennsylvania, 20 oktober 1844 - Des Moines, Iowa 24 september 1918 ) was een Amerikaans politicus, die van 1902 tot 1907 vice-gouverneur was van de staat Iowa.

## Biografie
John Herriott groeide op op een farm in Pennsylvania en ging er naar de plaatselijke school. Tijdens de Amerikaanse Burgeroorlog diende hij tot september 1864 bij de Unionisten. In augustus 1865 trok hij naar een farm in Scott County, Iowa. In 1872 verhuisde hij naar Stuart (Iowa) waar hij een apotheek en een boekhandel had.
Politiek sloot hij zich aan bij de Republikeinse Partij. Van 1878 tot 1882 was hij districtsontvanger in Guthrie County, van 1894 tot 1900 financieminister van Iowa (State Treasurer of Iowa) en in 1901 werd hij - aan de zijde van Albert B. Cummins verkozen tot vice-gouverneur. Hij bekleedde dit ambt van 1902 tot 1907 waarbij hij ook voorzitter van de senaat van Iowa was. Daarna trok hij zich uit de politiek terug. Hij overleed op 24 september 1918 in Des Moines, Iowa, maar werd in Stuart bijgezet.